# Trechus pseudoalyshensis
Trechus pseudoalyshensis is een keversoort uit de familie van de loopkevers (Carabidae). De wetenschappelijke naam van de soort is voor het eerst geldig gepubliceerd in 1992 door Deuve et Queinnec.